# Adventtoppen
L'Adventtoppen és una muntanya situada a la part est de l'Adventfjorden, a la part nord de Nordenskiöld Land, a l'illa de Spitsbergen, Svalbard, Noruega. La seva alçada és de 786 msnm. El1901, Bergen-Spitsbergen Kullgrube-kompani va començar a fer extraccions de carbó a la muntanya. Durant la seva primera temporada d'estiu van extreure’n 5 tones. Els miners vivien a bord d'un vaixell. L'any 1903 ja produïren 40 tones. Es va fer la primera ascensió a aquesta muntanya l'any 1916 per A. Hoel. Hi va tornar a pujar W. Solheim i M. Abrahamsen el 23 de juliol de 1922 per a fer un treball topogràfic de fotogrametria i de triangulació.